# Anastasio Anastasi
Anastasio Anastasi (Messina, 1877 – Roma, 1969) è stato un ingegnere italiano.
Insegnò dal 1922 al 1950 all'Università di Roma; fu sperimentatore della prima sovralimentazione per il volo ad alta quota degli aerei italiani. Fondò la rivista Ricerche di ingegneria, di cui fu direttore per lungo tempo.